# Eretiscus tonnii
Az Eretiscus tonnii a madarak (Aves) osztályának pingvinalakúak (Sphenisciformes) rendjébe, ezen belül a pingvinfélék (Spheniscidae) családjába és a Palaeospheniscinae alcsaládjába tartozó fosszilis faj.
Nemének eddig az egyetlen felfedezett faja.

## Tudnivalók
Az Eretiscus tonnii a miocén kor első felében élt, azaz ezelőtt 20,43-17,5 millió éve. Maradványait az argentínai Patagóniában találták meg.
Az eddigi kövületek alapján, talán az Eretiscus tonnii volt a legkisebb fosszilis pingvinfaj, körülbelül akkora vagy kicsit nagyobb volt, mint egy modern kék pingvin (Eudyptula minor). Azonban mivel igen kevés kövület került elő belőle, nem biztos, hogy a kis méretéről szóló feltételezések valódiak.